# Adolf Gräßmann
Adolf Gräßmann (* 20. April 1938 in Bad Kissingen) ist ein deutscher Mediziner u und Biochemiker. Er wirkte ab 1970 als Professor für Biochemie in Berlin.

## Leben
Adolf Gräßmann ist der Erfinder der Mikroinjektion, dem Einbringen beispielsweise von DNA in das Cytoplasma oder den Kern einer Zelle mit Hilfe einer Mikrokapillare.
Adolf Gräßmann entwickelte 1968 noch als Doktorand das Verfahren der Mikroinjektion, das heute zu den zellbiologischen Standardverfahren gehört. Im selben Jahr wurde er zum Dr. med. promoviert. 1970 habilitierte er sich als Privatdozent für das Fach Biochemie an der Freien Universität Berlin. Im gleichen Jahr wurde ihm dort die Leitung der Abteilung Virale Carcinogenese übertragen, 1975 wurde er zum Professor ernannt und erhielt er den Johann-Georg-Zimmermann-Preis für Krebsforschung.
Gräßmann, der über 100 Fachveröffentlichungen verfasste, wurde 1994 mit dem Deutschen Krebspreis für experimentelle Krebsforschung ausgezeichnet.
Seit der Emeritierung ist er Bildhauer (Marmor und Granit) und Autor.

## Werke
- Ado Graessmann: Trojanische Hühner. Tredition, 2020, ISBN 978-3-7497-9799-8